# Playa Chica
La playa Chica es una pequeña playa situada en el término municipal de Tarifa, en la comarca del Campo de Gibraltar (provincia de Cádiz, Andalucía, España).
Situada frente a la propia ciudad, esta playa de unos 800 metros de longitud y una anchura media de 30 metros es una de las más populares de la localidad. Se encuentra junto a la isla de Las Palomas, limitando con ésta y con el puerto de Tarifa.